# ワイルド・ナイト
「ワイルド・ナイト」（Wild Night）は、ヴァン・モリソンが1971年に作詞作曲し発表した楽曲。

## 概要
1968年秋、ニューヨークのワーナーズ・パブリッシング・スタジオでルイス・メレンスタインのプロデュースのもと録音されたが、『アストラル・ウィークス』には収録されず未発表のまま終わった。1971年春に改めてレコーディングが行われ、同年秋にシングルA面曲として発売された。B面は「黄昏（When That Evening Sun Goes Down）」。「黄昏」はアルバム・バージョンとは異なる。5作目のスタジオ・アルバム『テュペロ・ハニー』に収録された。
同年12月4日付のビルボード・Hot 100で28位を記録した。
1980年7月10日にモントルー・ジャズ・フェスティバルで行ったライブの映像が、2006年10月発売のDVD『Live at Montreux 1980/1974』に収録されている。また、2006年11月発売のライブ・アルバム『Live at Austin City Limits Festival』にも収録された。

## 演奏者
- ヴァン・モリソン - ボーカル、リズム・ギター
- ロニー・モントローズ - ギター
- ビル・チャーチ - ベース
- リック・シュロッサー - ドラムズ、パーカッション
- ジョン・マクフィー - スティール・ギター
- ルイス・ガスカ - トランペット
- ジャック・シュローアー - アルト・サックス、バリトン・サックス

## カバー・バージョン
- マーサ・リーヴス - 1974年のアルバム『Martha Reeves』に収録。
- ジョニー・リヴァース - 1975年のアルバム『Wild Night』に収録。
- リッチー・ヘヴンス - 1976年のアルバム『The End of the Beginning』に収録。
- ジョン・メレンキャンプ & ミシェル・ンデゲオチェロ - 1994年のシングル。ビルボード・Hot 100の3位、アダルト・コンテンポラリー・チャートの1位を記録した。
- マルティナ・マクブライド - 2014年のアルバム『Everlasting』に収録。